# Henry Washington Benham
Henry Washington Benham (17 de abril de 1813 - 1 de julio de 1884) fue un soldado e ingeniero civil estadounidense que sirvió como general en el Ejército de la Unión durante la guerra civil estadounidense.

## Biografía
Benham nació en Cheshire, Connecticut. Se graduó como el mejor de su clase en la Academia Militar de los Estados Unidos en 1837. Estuvo relacionado con varios trabajos del gobierno como miembro del Cuerpo de Ingenieros y sirvió en la Guerra de México en 1847-1848. De 1849 a 1852, fue ingeniero supervisor del malecón para la protección de Great Brewster Island, el puerto de Boston, y de 1852 a 1853 del Washington Navy Yard.
En 1861 fue nombrado ingeniero del Departamento de Ohio; en el mismo año fue ascendido a general de brigada de voluntarios y comandó una brigada en New Creek. Desobedeció las órdenes y fue sometido a un consejo de guerra después de la batalla de James Island el 16 de junio de 1862, en la que estuvo al mando inmediato bajo el mando del mayor general David Hunter. De 1863 a 1865, con el grado de teniente coronel, estuvo al mando de la brigada de ingenieros del Ejército del Potomac.
Benham fue retirado del servicio voluntario el 15 de enero de 1866. El 13 de enero de 1866, el presidente Andrew Johnson nominó a Benham para la concesión del grado brevet de Mayor general de voluntarios para que se clasificara desde el 13 de marzo de 1865 y el Senado de los Estados Unidos confirmó el premio el 12 de marzo de 1866. El 11 de diciembre de 1866, el presidente Johnson nominó a Benham para el premio del grado brevet de general de división, Ejército de los EE. UU., para clasificar desde el 13 de marzo de 1865 y el Senado de los EE. UU. Ascendido a coronel en 1867, estuvo a cargo del malecón del puerto de Boston de 1866 a 1873 y de las defensas del puerto de Nueva York de 1877 a 1882. Era un experto en la construcción de puente de barcas.